# Agustín Rubín de Ceballos
Agustín Rubín de Ceballos (Dueñas, 9 luglio 1724 – Madrid, 8 febbraio 1793) è stato un vescovo cattolico spagnolo, vescovo di Jaén nonché Inquisitore generale di Spagna.

## Biografia
Si laureò in utroque iure. Fu canonico della cattedrale di Cuenca, e alla morte del vescovo di Jaén Antonio Gómez de la Torre e Jarabeitia, re Carlo III, gli propose di succedergli nella carica, inoltre fu suo consigliere preso la Santa Sede. Durante il suo incarico di vescovo di Jaén (1780-1793), si occupò delle opere dell'altare maggiore e della pala d'altare di Sant'Eufrasio, dedicandogli una cappella nella cattedrale di Jaén; fece fronte alle spese con l'onorario che gli corrispondevano per la posizione di inquisitore generale.
Grazie a questa posizione contribuì anche alla politica del conte di Floridablanca di istituire un "cordone sanitario" per impedire la diffusione di idee rivoluzionarie a sud dei Pirenei, pubblicando nel 1790 un nuovo indice dei libri proibiti e un editto in cui si vietava la circolazione di libri che propagassero idee rivoluzionarie.
Fu nominato cavaliere dell'Ordine di Carlo III nel 1791. Fu anche un mecenate delle arti nella sua città natale, dove ordinò la costruzione della sagrestia attuale e una nuova pala d'altare per il patrono che fu completamente distrutta in un incendio nel 1948.
Sebbene la sua morte sia avvenuta a Madrid, il suo corpo fu traslato, secondo il desiderio esposto nel suo testamento, a Jaén per essere sepolto nella cappella di Sant'Eufrasio della cattedrale.

## Genealogia episcopale e successione apostolica
La genealogia episcopale è:
- Cardinale Scipione Rebiba
- Cardinale Giulio Antonio Santori
- Cardinale Girolamo Bernerio, O.P.
- Arcivescovo Galeazzo Sanvitale
- Cardinale Ludovico Ludovisi
- Cardinale Luigi Caetani
- Cardinale Ulderico Carpegna
- Cardinale Paluzzo Paluzzi Altieri degli Albertoni
- Cardinale Gaspare Carpegna
- Cardinale Francesco Acquaviva d'Aragona
- Cardinale Carlos Borja Centellas y Ponce de León
- Arcivescovo Luis de Salcedo y Azcona
- Arcivescovo Andrés Mayoral Alonso de Mella
- Vescovo Felipe Beltrán Serrano
- Vescovo Agustín Rubín de Ceballos

La successione apostolica è:
- Vescovo Francisco Ramón Larumbre (1784)
- Vescovo Antonio Martínez de la Plaza (1785)
- Vescovo José López Gil, O.Carm. (1786)
- Vescovo Bartolomé Antonio Fernández Sobrado, O.F.M.Cap. (1786)
- Vescovo Jose Martinez Palomino y Lopez de Lorena (1786)
- Vescovo Agustín Benito Torres, O.Carm. (1790)
- Vescovo Antonio José Salinas y Moreno, O.F.M.Obs. (1790)
- Vescovo Francisco de Cuerda (1790)
- Vescovo Ramón Falcón y Salcedo (1791)